# Панасюк Михайло Павлович
Михайло Павлович Панасюк (1896  — 13 січня 1956, місто Москва) — радянський діяч, народний комісар харчової промисловості Української РСР.

## Біографія
Член РКП(б) з 1918 року.
Перебував на відповідальній роботі.
До жовтня 1938 року — директор Київського Всесоюзного науково-дослідного інституту цукрової промисловості.
У жовтні 1938 — 2 лютого 1939 року — народний комісар харчової промисловості Української РСР.
У січні 1939 — 1953 року — заступник народного комісара (з 1946 року — міністра) харчової промисловості СРСР.
У 1953 — 13 січня 1956 року — заступник міністра промисловості продовольчих товарів СРСР.
Помер 13 січня 1956 року в Москві після важкої і тривалої хвороби.

## Нагороди
- орден Трудового Червоного Прапора (16.11.1942)
- орден Червоної Зірки (2.03.1944)
- медалі